# Давид Темелков
Давид Темелков (Скопље, 21. јун) је македонски поп певач који се прославио учешћем у такмичењу Икс фактор. Пева на српском, македонском и хрватском језику. Стекао је велику популарност у Хрватској, због сарадње са композитором Мирославом Русом, који је стварао за Тошета Проеског. Ожењен је хрватском водитељком Еленом Јунг.

## Дискографија

### Албуми
- Дишем за нас (Хит рекордс, 2019, српско издање Сити Рекордс)[2][3]

### Синглови
- Била је боља (2015)
- Љубав на даљину (2017) Фестивал Водице
- Балерина од стакла (2018)
- Свијет се промијенио (2018)
- Љубави (2018)
- Чувај ме боже (2019)
- Све је пролазно осим твоје љубави (2019) Фестивал Водице
- Огледало (2020)
- Не кравај раце (2021)
- Не дижи руке (2021)
- Неутјешна глад (2021)
- Прстот на судбината (2021)
- Штом бидеш без мене (2022)
- Кад будеш без мене (2022)
- Реци ми (2022) Сунчане скале
- Мојата Македонија (2023)
- Налај, налај (2024)
- Кога падна на Пирина (2024)
- Елено керко (2024)